# Josip Zovko

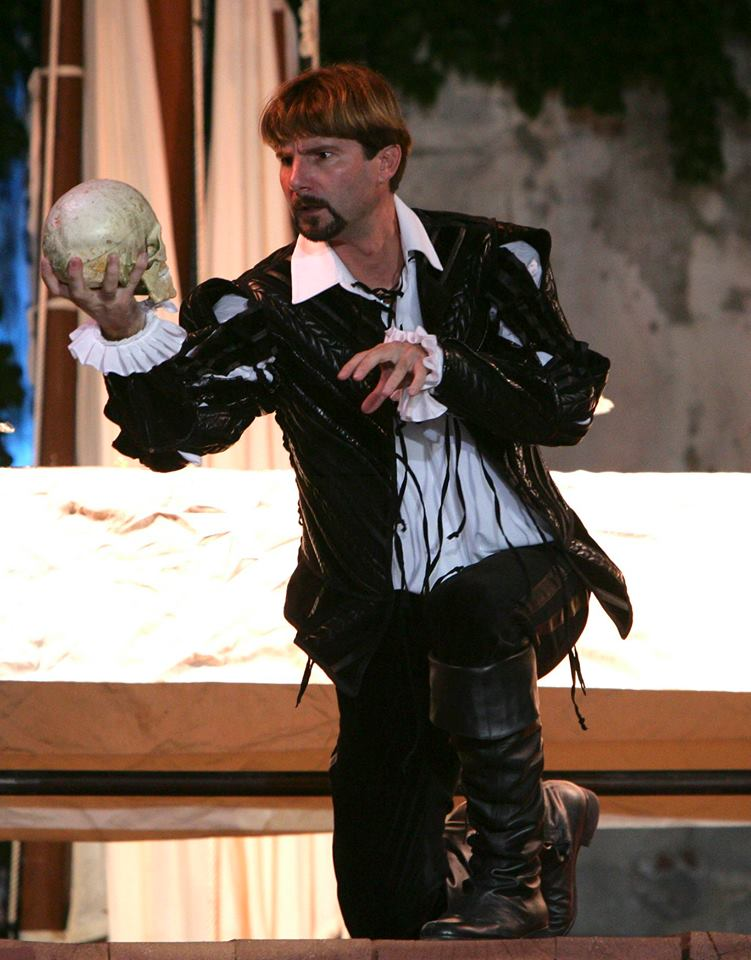
Josip Zovko Foto: Matko Biljak

Josip Zovko (Split, Croacia, 4 de junio de 1970 – Grudski Vril, Bosnia y Herzegovina, 3 de abril de 2019) fue un actor y director de cine, televisión y teatro croata, 
Es originario de Berinovec, municipio Lokvičići en Imotski krajina. 
Jugó numerosos papeles en el Teatro Nacional de Croacia en Split.
Murió en un accidente automovilístico en el Grudski Vril en Bosnia y Herzegovina.